# Gruppenkommandeur
Gruppenkommandeur foi uma posição (não uma patente) na Luftwaffe dada ao comandante de um Gruppe, uma subdivisão de uma Geschwader. Geralmente um Gruppenkommandeur era um soldado com a patente de Hauptmann, Major ou Oberstleutnant.